# Iaia

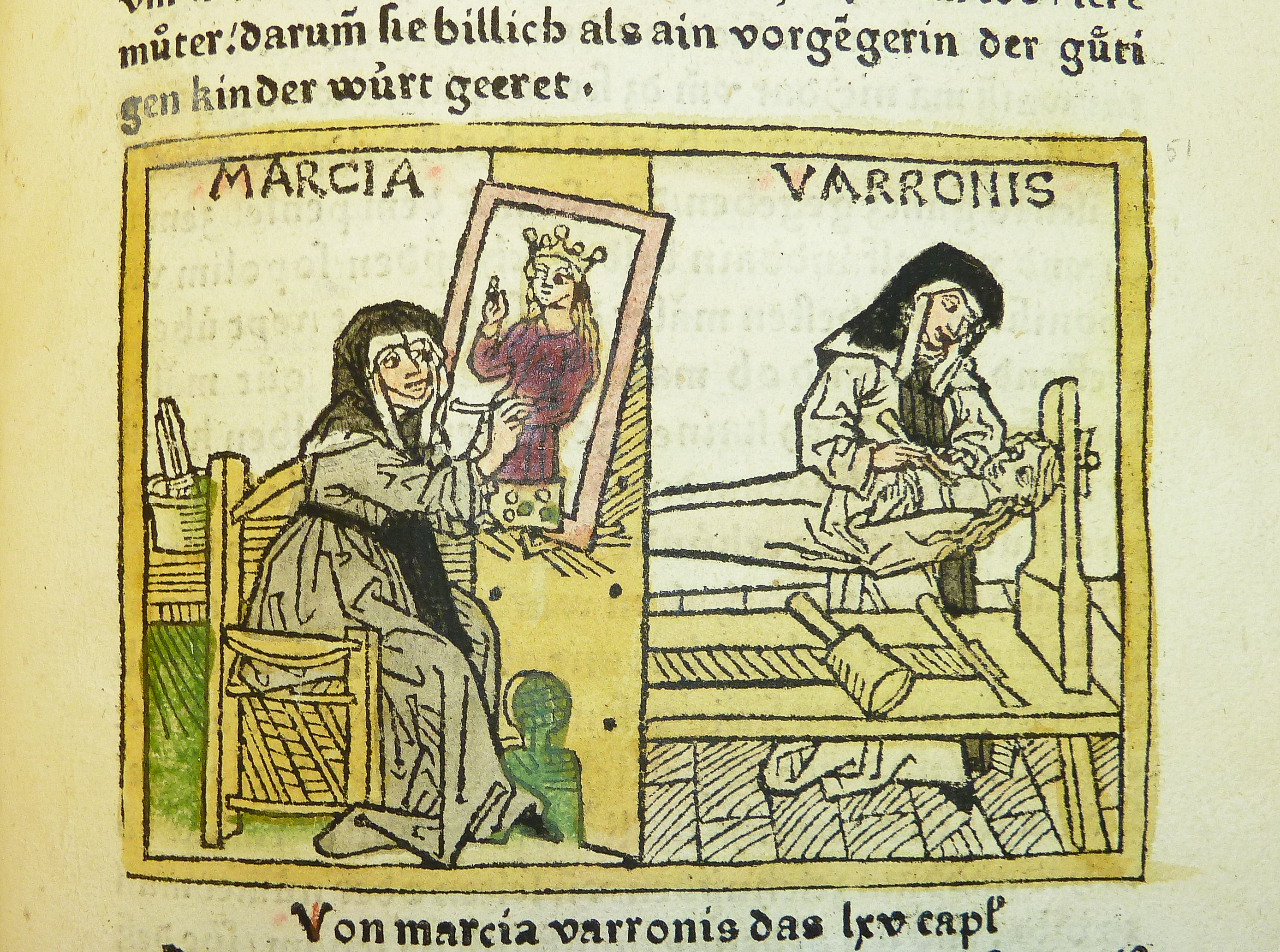
Holzschnittillustration, die Iaia von Kyzikos (hier aufgrund eines fehlerhaften Verständnisses des Pliniustextes als Marcia Varronis bezeichnet) zeigt, aus der deutschen Übersetzung von Heinrich Steinhöwel von Giovanni Boccaccios De mulieribus claris, um 1474 von Johannes Zainer in Ulm gedruckt

Iaia aus Kyzikos, tätig um 100 v. Chr., war eine griechische Malerin.
Sie war eine der sechs von Plinius in seiner Naturalis historia 35, 148 erwähnten Malerinnen, die in hohem Ansehen stand. Es wird angenommen, dass der Name Iaia nicht korrekt überliefert ist und eher Laia oder Maia gelautet haben könnte, was sich aber aus Mangel an anderen Quellen nicht nachweisen lässt.
Iaia soll außerordentlich schnell gemalt und vornehmlich in Elfenbein gearbeitet haben – sowohl in Maltechniken als auch in Gravur. Ihre Werke müssen unter Zeitgenossen außergewöhnlich geschätzt gewesen sein, denn Plinius (bzw. seine Quelle Varro) überliefert, dass sie weitaus höhere Honorare als die damals angesehensten Künstler verlangen konnte. Sie soll vor allem Frauen porträtiert haben. An konkreten Werken werden ein „Selbstbildnis vor einem Spiegel“ und das „Bildnis einer alten Frau“ erwähnt.

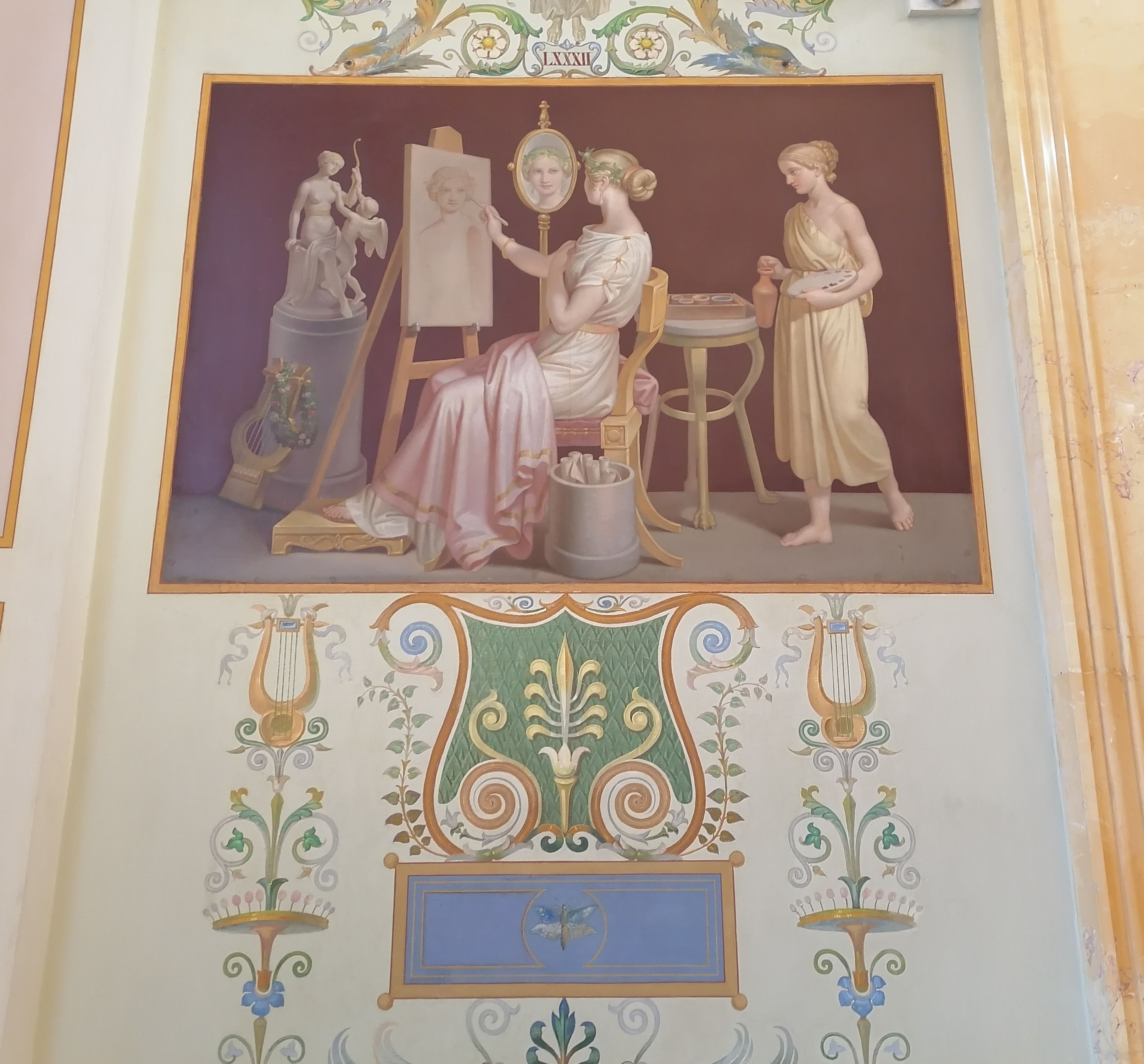
Hiltensperger: Iaia

Johann Georg Hiltensperger stellte Iaia bei der Anfertigung ihres Selbstporträts in seinem Freskenzyklus antiker Maler in der Eremitage in St. Petersburg dar.